# Neonerita haematosticta
Neonerita haematosticta är en fjärilsart som beskrevs av Rothschild 1910. Neonerita haematosticta ingår i släktet Neonerita och familjen björnspinnare. Inga underarter finns listade i Catalogue of Life.